# Donkey Kong Country 2: Diddy's Kong Quest
Vous lisez un « article de qualité » labellisé en 2019.
Donkey Kong Country 2: Diddy's Kong Quest (ou simplement Donkey Kong Country 2, Diddy's Kong Quest, et DKC2) est un jeu de plates-formes développé par Rare et édité par Nintendo en novembre 1995 en Amérique du Nord et au Japon, puis en décembre 1995 en Europe. C'est le second jeu de la série Donkey Kong Country et la suite directe du jeu homonyme. L'intrigue est centrée sur Diddy Kong et sa fiancée Dixie Kong qui tentent de secourir Donkey Kong alors qu'il a été capturé par Kaptain K. Rool. L'action se déroule sur l'île aux crocodiles, composée de huit mondes variés totalisant 52 niveaux. Diddy's Kong Quest utilise la même technique que son prédécesseur, une technologie créée par Silicon Graphics, basée sur une imagerie en trois dimensions pré-rendue. Le jeu profite de nombreuses améliorations, notamment visuelle, mais surtout au niveau du gameplay, plus complexe, plus axé sur l'exploration et qui comporte de nombreux secrets et salles bonus cachées, ainsi que divers objets à collecter. La difficulté et la durée de vie du jeu s'en trouvent sensiblement augmentées.
Diddy's Kong Quest reçoit un accueil unanime de la part de la presse spécialisée lors de sa sortie grâce à des éloges concernant ses graphismes, son gameplay et sa musique. Il est considéré comme l'un des meilleurs jeux de plates-formes en deux dimensions jamais créés. Il se hisse à la deuxième place des ventes de jeux en 1995, à la sixième place des ventes de jeux Super Nintendo. Le jeu est adapté en 2004 sur Game Boy Advance sous le titre Donkey Kong Country 2. Il est également réédité sur la console virtuelle de la Wii en 2007 et sur celle de la Wii U en 2014, avant d'apparaître sur celle de la New Nintendo 3DS en 2016. Une suite est également publiée sur Super Nintendo en 1996, intitulée Donkey Kong Country 3: Dixie Kong's Double Trouble!

## Trame

### Univers
L'intrigue de Donkey Kong Country 2: Diddy's Kong Quest prend place sur l'Île aux crocodiles, composée de huit mondes variés totalisant 52 niveaux. Le jeu se déroule dans une ambiance fortement imprégnée de l'univers de la piraterie,,,,,.
Le premier monde se situe sur le « Galion de la galère » : les Kong doivent explorer le pont, la mâture et les cales de ce bateau. Le deuxième monde est le « Chaudron du crocodile », un volcan situé au pied de l'île où se trouve une épave. Les mines de diamants succèdent aux coulées de lave sur le « Quai Krem », l'ancien port de l'île, avant que le marais n'envahisse tout. Y figure également une grande épave, au milieu du bourbier et des ronces. Le monde « Kremland dingo » alterne entre ruche, marais, ronces et parc d'attractions aux montagnes russes. Le cinquième monde, « Ravin ravi », est un ravin sombre, habité par des fantômes. Le « Castel de K. Rool » est le château de ce dernier et est situé au sommet de l'île. Le « Croco volant » est la forteresse volante de Kaptain K. Rool et comprend un seul niveau et le boss final. Cependant, l'aventure se poursuit un court instant dans le monde secret « Monde Perdu »,,,,,,,.

### Personnages et ennemis
Diddy Kong est le personnage central de Diddy's Kong Quest. C'est la première apparition de Dixie Kong dans la franchise. Ces deux singes font partie de la famille Kong. D'autres personnages font également leur retour ou leur apparition, notamment Cranky Kong, le singe apparaissant dans le premier jeu de la série Donkey Kong et grand-père de Donkey Kong, qui apporte une touche comique dans le jeu. Wrinkly Kong, la femme de Cranky et grand-mère de Donkey Kong fait également sa première apparition dans le jeu. Funky Kong est un cousin de Donkey Kong. Figure également Swanky Kong, dont aucun lien de parenté avec la famille Kong ne peut être clairement établi. Donkey Kong n'apparaît qu'à la fin du jeu en tant que personnage non-joueur. Le joueur rencontre également un Kremling imposant, Klubba, qui offre l'accès au niveau secret « Monde perdu ». Dans les niveaux, le joueur peut profiter de l'aide d'animaux amis, notamment Rambi le rhinocéros, Squawks le perroquet et Enguarde l'espadon, qui figurent déjà dans le premier opus,. De nouveaux animaux font leur apparition : Quawks le perroquet, un palette swap de Squawks, Squitter l'araignée, Ratle le serpent, Clapper le phoque et Glimmer le poisson-pêcheur,,.
Les principaux antagonistes sont les reptiliens Kremlings dirigés par leur leader Kaptain K. Rool. Précédemment appelé King K. Rool, il perd son titre de roi après sa défaite dans le premier opus et revient ici en tant que capitaine, Kaptain en anglais,,. Une grande variété d'ennemis s'oppose également aux protagonistes : mis à part les Kremlings, on peut notamment dénombrer des rats, des porcs-épics, des abeilles, et des vautours. Les secteurs aquatiques comportent des poissons-globes, des raies et des piranhas. Le bestiaire est donc plus riche et plus varié que dans le premier épisode,,,,.

### Scénario

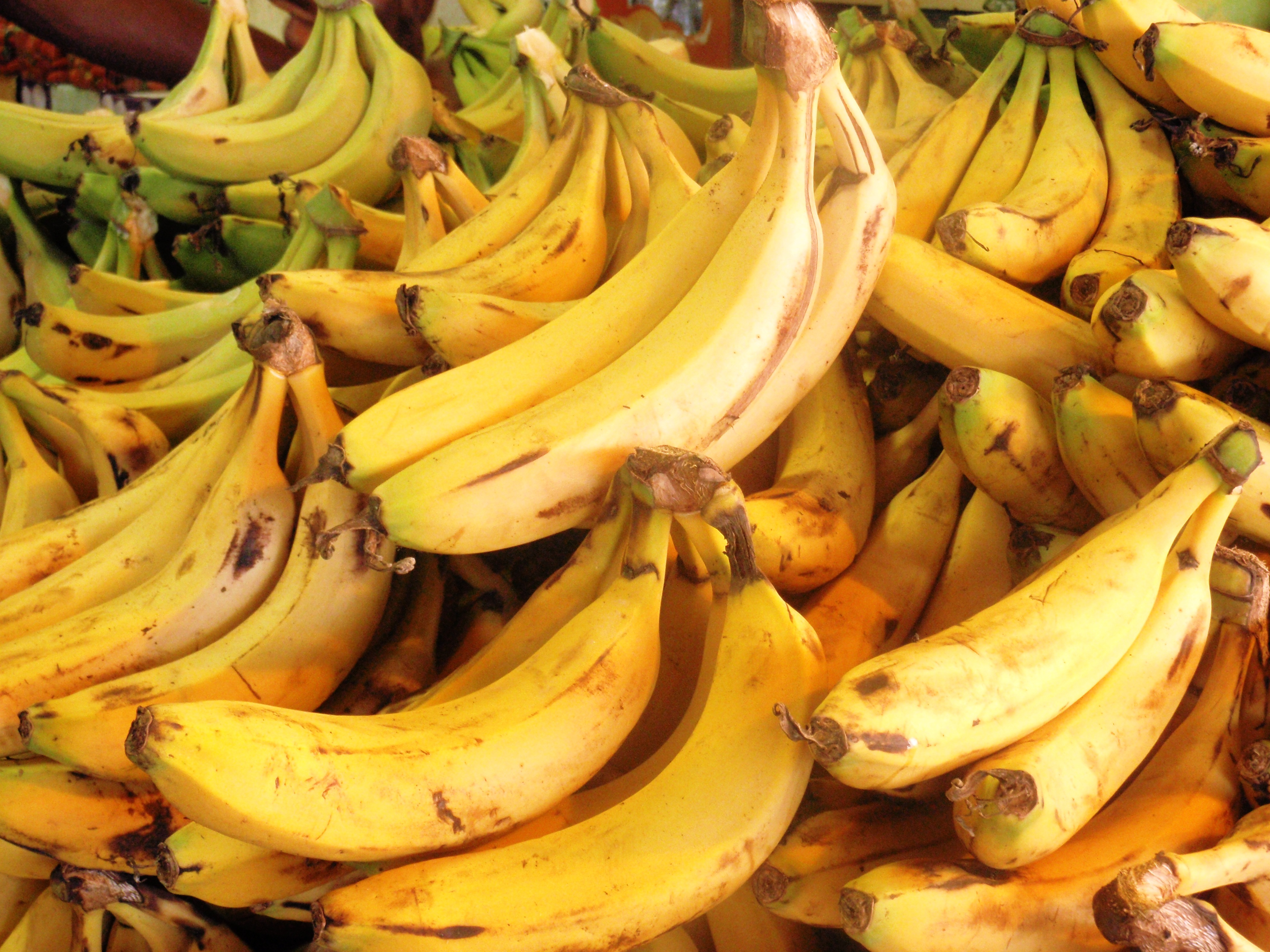
Kaptain K. Rool exige le stock de bananes de la famille Kong en échange de Donkey Kong qu'il a capturé.

Sur Galion de la galère, un bateau de pirate, Diddy Kong découvre une note écrite qui fait état de la capture de Donkey Kong par Kaptain K. Rool. Contre sa libération, ce dernier exige le stock de bananes de la famille Kong qu'il n'a pu obtenir dans le jeu précédent. Diddy et Dixie Kong tentent par la suite de le délivrer et, dans ce but, partent tous deux à l'aventure sur l'Île aux crocodiles. Aidés dans leur quête par de nombreux animaux, ils finissent par affronter Kaptain K. Rool et le vaincre, ce après quoi celui-ci s'échappe alors que le duo découvre la nouvelle zone « Monde perdu ». Dans celle-ci, une sorte de volcan où un geyser se situe au cœur de l'Île aux crocodiles, ils combattent à nouveau Kaptain K. Rool et réussissent à le terrasser. Alors que l'île sombre au fond de l'eau, Kaptain K. Rool s'échappe sur un petit bateau,,.

## Système de jeu

### Généralités
Donkey Kong Country 2: Diddy's Kong Quest est un jeu de plates-formes en deux dimensions et à défilement latéral, dans lequel le joueur contrôle le personnage Diddy Kong ou sa compagne Dixie Kong. Le jeu reprend le même système de jeu que dans le premier opus de la série avec de nouveaux décors, notamment les salles bonus ou la collecte des lettres du mot « KONG ». Cependant, le gameplay est plus varié et plus axé sur l'exploration, notamment par la recherche des jetons spéciaux DK, que sur la rapidité de jeu, aspect typique du premier épisode,,. Le jeu propose un univers composé de huit mondes variés divisés en 52 niveaux. L'objectif principal du jeu est de délivrer Donkey Kong, capturé par Kaptain K. Rool. Le joueur doit donc sauter de plate-forme en plate-forme en évitant les pièges et les ennemis pour atteindre la fin de chaque niveau. Chaque monde comporte un boss qui doit être vaincu pour pouvoir accéder au suivant. Certains niveaux comportent un gameplay particulier, comme la nage sous-marine dans les lieux submergés d'eau, une course en chariot sur des montagnes russes, l'escalade de corde et de vigne ou le déplacement sur des alvéoles de miel collantes,,,. Le joueur doit également parcourir des phases de jeu de plates-formes sur des ballons flottant dans les airs ou, comme dans le premier opus, rebondir sur des pneus,. Parfois, la marée monte et la présence d'un poisson hostile peut obliger le joueur à remonter vers le haut. Certaines zones sont gelées et le sol est glissant, et d'autres sont principalement ou uniquement composées de tonneaux,.
Le jeu propose plusieurs modes de jeu dont un mode solo, un mode duo dans lequel chaque joueur incarne alternativement un des deux protagonistes, et un mode compétition dans lequel chaque joueur joue au tour par tour, essayant de finir le jeu le plus rapidement possible,.
Dans Diddy's Kong Quest, la navigation entre les différents mondes et niveaux est gérée grâce à une série de cartes très simplifiées, les « écrans cartes », qui affiche la progression du joueur à travers ces niveaux et ne sert qu'à sélectionner ces derniers. Entre chaque niveau, le joueur déplace son avatar vers le niveau dans lequel il souhaite jouer. Chaque niveau est représenté sur la carte par une icône, les niveaux non terminés affichent la tête d'un Kremling et les niveaux ou zones amies sont représentés par des personnages de la famille Kong. Les cinq niveaux ne sont accessibles qu'en payant les péages de Klubba correspondant. La zone du boss est accessible seulement si les cinq niveaux du monde sont complétés. Un niveau peut parfois être découpé en zones dans lesquelles le joueur passe de l'une à l'autre à l'aide de tonneaux canons ou bien en entrant par exemple dans une grotte. Généralement, une salle de transition fait la jonction entre les zones, obligeant le joueur à obtenir un bonus nécessaire pour la traversée du niveau,,.
Le jeu affiche des effets météorologiques dans certains niveaux, comme la pluie, le brouillard ou l'orage,. D'autre part, le vent est un élément qui peut influer sur la pratique du personnage joueur. Si le joueur obtient le checkpoint, un tonneau dessiné d'étoiles situé en milieu de niveau, il repart de cet endroit, sinon du début du niveau lorsqu'il perd une vie,. Le joueur peut terminer le jeu en atteignant le score de 102 % s'il finit tous les niveaux, tous les niveaux bonus, et qu'il ramasse toutes les pièces DK, y compris celles du monde secret, ainsi qu'en rendant visite aux quatre membres de la famille Kong au moins une fois,.

### Capacités des personnages
Le joueur dirige simultanément les deux personnages du duo, Diddy et Dixie. Il fait donc évoluer l'avatar de son choix et le second, dirigé par l'intelligence artificielle, suit tous les mouvements du premier. Si ce dernier est touché par un ennemi, le second devient le personnage actif et l'autre disparaît. Si le joueur n'a qu'un seul personnage lorsqu'il est touché, il perd une vie, et la partie s'il n'en a plus de disponible. Le joueur perd également une vie si le ou les personnages tombent dans un trou. Le personnage joueur peut éliminer ses adversaires en leur sautant dessus, en exécutant une roue ou une sorte de glissade sur eux, ou en lançant des tonneaux. Le joueur peut alterner à tout moment entre les deux protagonistes,,.
Le personnage joueur peut courir et sauter, saisir des cordes, des chaînes, des crochets et des roseaux. Diddy et Dixie possèdent des capacités propres. Diddy est plus agile et cours plus rapidement, alors que Dixie saute plus haut et peut ralentir fortement sa redescente dans les airs grâce à sa queue-de-cheval qu'elle peut faire tournoyer. Cette dernière peut également la faire tourner au sol pour attaquer ses ennemis, alors que Diddy peut toujours faire une roue pour tuer ses ennemis,,,. Il peut également effectuer une sorte de double saut au bord des précipices, lui évitant de tomber mais lui permettant aussi d'aller plus loin. Chaque personnage joueur peut ramasser l'autre et le porter puis le lancer dans toutes les directions. Cette action permet d'attaquer des ennemis ou d'atteindre des endroits sans cela inaccessibles. Le personnage lancé est parfois sonné lorsque l'autre le lance, il faut alors que ce dernier le rejoigne pour qu'il reprenne ses esprits.
Le jeu comporte également des animaux amis, à l'instar du précédent épisode,. En revanche, ceux-ci peuvent maintenant être chevauchés par le personnage joueur ; si ce n'est pas le cas, celui-ci se transforme automatiquement en l'animal ami. Pour obtenir ces animaux, le joueur doit briser une caisse à leur effigie ou entrer dans un tonneau qui le transforme. Rambi le rhinocéros peut charger les ennemis, même ceux que le duo ne peut tuer, et détruire les murs pour faire apparaitre des zones secrètes. Squawks le perroquet vole à travers les niveaux et peut cracher des cacahuètes sur les ennemis. De son côté, Quawks le perroquet est un palette swap de Squawks qui ne peut ni battre des ailes, ni cracher des projectiles, et qui offre au personnage joueur une descente lente et maitrisée. Rattly le serpent saute plus haut que les protagonistes et peut également effectuer un super saut. Enguarde l'espadon possède deux vitesses de nage et, avec son rostre, peut tuer les ennemis et ouvrir les passages secrets. Squitter l'araignée utilise sa toile pour l'envoyer sous forme de projectile ou à l'horizontale de telle sorte qu'elle se transforme en plate-forme éphémère,. Clapper le phoque permet au joueur de refroidir l'eau trop chaude pour qu'elle soit supportable ou la geler complètement. Glimmer le poisson-pêcheur éclaire les niveaux aquatiques plus ou moins plongés dans l'obscurité. Dans cet épisode, le personnage joueur ne se contente pas de chevaucher ces montures mais se transforme directement en ces animaux,,,.

### Tonneaux

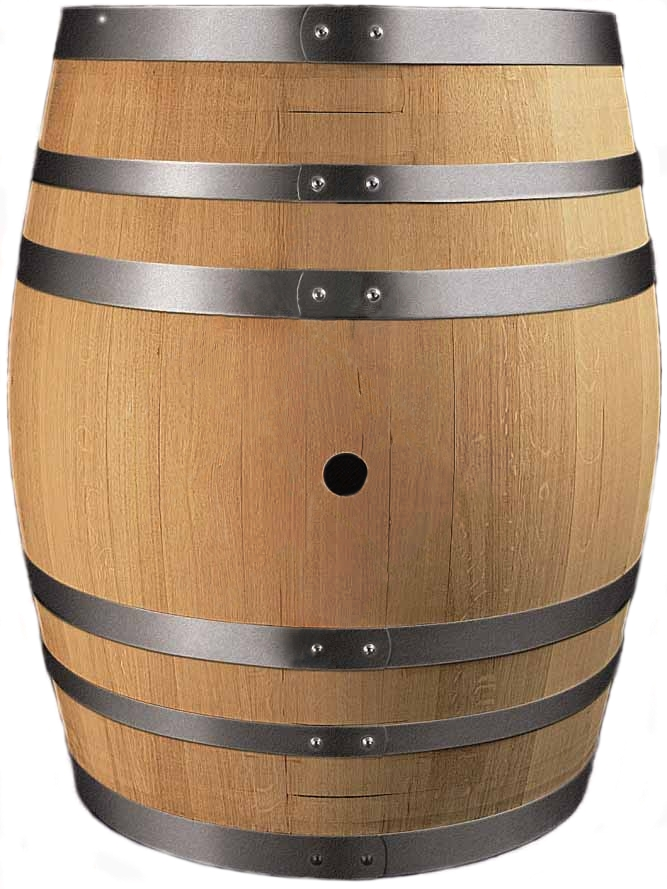
De nombreux tonneaux offrent des fonctionnalités variées, comme les plus basiques qui peuvent être lancés ou les tonneaux marqués DK qui permettent de récupérer un personnage.

Comme dans le précédent jeu, une multitude de tonneaux permet au joueur de réaliser différentes actions. Plusieurs nouveaux tonneaux font leur apparition. Certains peuvent être soulevés et servir d'arme, une partie offrent des éléments précis comme des animaux amis ou une invincibilité, et d'autres agissent comme des canons propulsant les personnages joueurs. Les plus simples peuvent être jetés sur les opposants pour les tuer. Les tonneaux comportant la mention TNT explosent lorsqu'ils sont cassés. Ceux avec la mention DK permettent de faire revenir le second personnage si celui-ci n'est plus là. Une partie d'entre eux ne peut être utilisée que par l'un des personnages ou des animaux amis. Certains activent ou désactivent un chronomètre ou des éléments de gameplay en ouvrant ou fermant des portes par exemple. Une partie des tonneaux, à l'effigie des animaux amis, permet une transformation. Certains tonneaux agissent comme des canons. Quand le personnage joueur saute dans un tonneau, celui-ci le projette dans une direction précise ou décidée par le joueur, ou vers un niveau bonus. Ceux-ci peuvent propulser le personnage dès son entrée, ou après un décompte. Certains offrent une invincibilité temporaire, et le tonneau avec étoiles marque le milieu du niveau,. Lorsqu'un personnage porte un tonneau, un boulet, un coffre ou une caisse, il agit en tant que bouclier. En outre, les « Vols de Funky II » sont matérialisés par des tonneaux ressemblant à des avions.

### Items et salles bonus
De nombreux objets peuvent être récoltés. Dans tous les niveaux, des bananes jonchent le sol et peuvent être ramassées. Celles-ci offrent une vie supplémentaire lorsque le joueur en récolte cent. De plus, leur emplacement indique parfois des directions à prendre. Le joueur peut obtenir des vies supplémentaires grâce à des ballons plus ou moins cachés de couleur rouge, verte et bleue, donnant plus ou moins de vies et qui ressemblent vaguement à Diddy. Chaque fin de niveau permet au joueur de gagner un item grâce à un petit jeu en sautant sur une cible alors que des objets défilent,,. Les quatre lettres composant le mot « Kong » sont également plus ou moins cachées dans le niveau et offrent également une vie quand le joueur les a toutes récupérées. Chaque niveau comporte un « jeton DK » qui doit être remporté ; 40 au total doivent être obtenus pour terminer le jeu entièrement : ceux-ci sont comptabilisés et un classement est établi. Le joueur doit également collecter des « pièces Krem », 75 au total, qui permettent d'accéder au niveau secret en fin de partie. Le joueur peut également collecter des « pièces de régime de bananes » ou « pièces bananes » qui servent de monnaie virtuelle et permettent de se faire aider par la famille Kong,,,.
Parfois un boulet de canon git sur le sol. Il peut servir d'arme, porté ou lancé. Mais quand le joueur le ramène jusqu'à un canon, ce dernier envoie le personnage dans une salle bonus,. Figurent également parfois des caisses en bois que le joueur peut utiliser comme arme,. De la même manière, le joueur peut ramasser des coffres de trésor qui trainent çà et là, et les utiliser comme les caisses en bois, à la différence que ce coffre ne se casse pas sur le sol. En outre, lorsque celui-ci touche un ennemi, il libère un objet à récolter.
Les salles bonus proposent des défis chronométrés de plus en plus difficiles à réaliser avec l'avancée du jeu où la moindre erreur est souvent fatale, se traduisant par un retour au niveau, généralement proche du tonneau bonus. Ces bonus permettent d'obtenir une pièce Krem, nécessaire pour payer Klubba. Les défis sont de trois sortes : trouver le jeton, éliminer les ennemis ou collecter les étoiles.

### FamilleKong
Le joueur peut obtenir de l'aide de personnages non-joueurs représentés par la famille Kong, pour la plupart en échange de pièces bananes. Cranky Kong, dans le « Musée du singe », fournit des secrets sur le jeu et des indices comme les emplacements des salles bonus ou le point faible d'un boss. Wrinkly Kong dirige le « Kollège Kong » qui permet d'aider le joueur en sauvegardant l'état d'avancement de la partie ou en donnant des astuces de jeu. Funky Kong, par le biais de son service « Vols de Funky II », fournit un avion qui permet de se déplacer sur la carte du monde et d'aller dans chaque monde adjacent. Swanky Kong anime « Bonus à gogo de Swanky », une sorte d'émission télévisée : il s'agit d'un mini-jeu sous forme de quiz dont les questions portent sur le jeu lui-même et qui permet au joueur de gagner des vies supplémentaires,,,.
D'autre part, le Kremling Klubba propose les « Kiosques de Klubba » qui permettent au joueur de passer au monde suivant mais aussi dans le dernier monde caché,.

## Développement

### Genèse et équipe
Le développement de Donkey Kong Country 2: Diddy's Kong Quest est réalisé par Rare et débute rapidement après la sortie de Donkey Kong Country en novembre 1994. Après le très gros succès de ce dernier - près de 9 millions de jeux ont été écoulés -, une suite peut être rapidement envisagée. L'équipe commence à travailler sur celle-ci avant même le succès retentissant de DKC, notamment car elle sait qu'il y a de nombreuses choses qu'elle n'a pu intégrer dans le premier opus et qu'elle aimerait présenter dans une suite. La volonté initiale de la création de celle-ci émane donc en premier lieu de Rare et de ses employés, mais le succès rapide de Donkey Kong Country permet de confirmer le lancement officiel du projet. L'équipe profite de toute l'expérience professionnelle acquise lors de la création du premier jeu et est entièrement reconduite. Le fondateur de Rare, Tim Stamper, officie en tant que réalisateur du jeu, alors que Gregg Mayles est à la conception. Andrew Collard et Brendan Gunn au dessin, qui ont déjà œuvré sur le premier opus, travaillent aussi à la conception du jeu,. En réponse aux reproches des joueurs plus âgés, le niveau de difficulté est remonté, le jeu est donc plus difficile que son prédécesseur,. Selon le site web Unseen 64, le jeu est d'abord envisagé sur Virtual Boy. Toutefois, l'échec de cette console pousse l'équipe à sortir le jeu sur Super Nintendo.
Mark Stevenson, qui rentre chez Rare dans la première partie du développement, en février 1995, relate sa fierté de travailler pour les frères Tim et Chris Stamper et indique que ces derniers utilisent toujours la même technique consistant à mettre en saine concurrence tous leurs employés pour en tirer le meilleur. Stevenson précise à ce sujet : « on avait même l'impression que nos plus grands concurrents se trouvaient non pas à l'extérieur, mais carrément dans la même entreprise. »
Plusieurs titres sont envisagés, notamment DK Rescue!, Diddy's Day Out, Diddy's Wild Country, Diddy's Wild Frontier. Mais c'est Diddy Kong's Quest qui est retenu, avec une légère transformation. Le s apostrophe est déplacé sur Diddy pour donner Diddy's Kong Quest, « Kong Quest » étant un jeu de mots avec « Conquest », si bien que le titre signifie « la conquête de Diddy », plutôt que « la quête de Diddy Kong ». Gregg Mayles relate que pour ce second opus, Nintendo fait confiance à Rare et très peu d'interactions au sujet du jeu ont eu lieu. Selon lui, le succès obtenu a donné suffisamment de confiance à Rare comme à Nintendo pour considérer qu'il n'y avait pas besoin de s'impliquer.

### Technologie

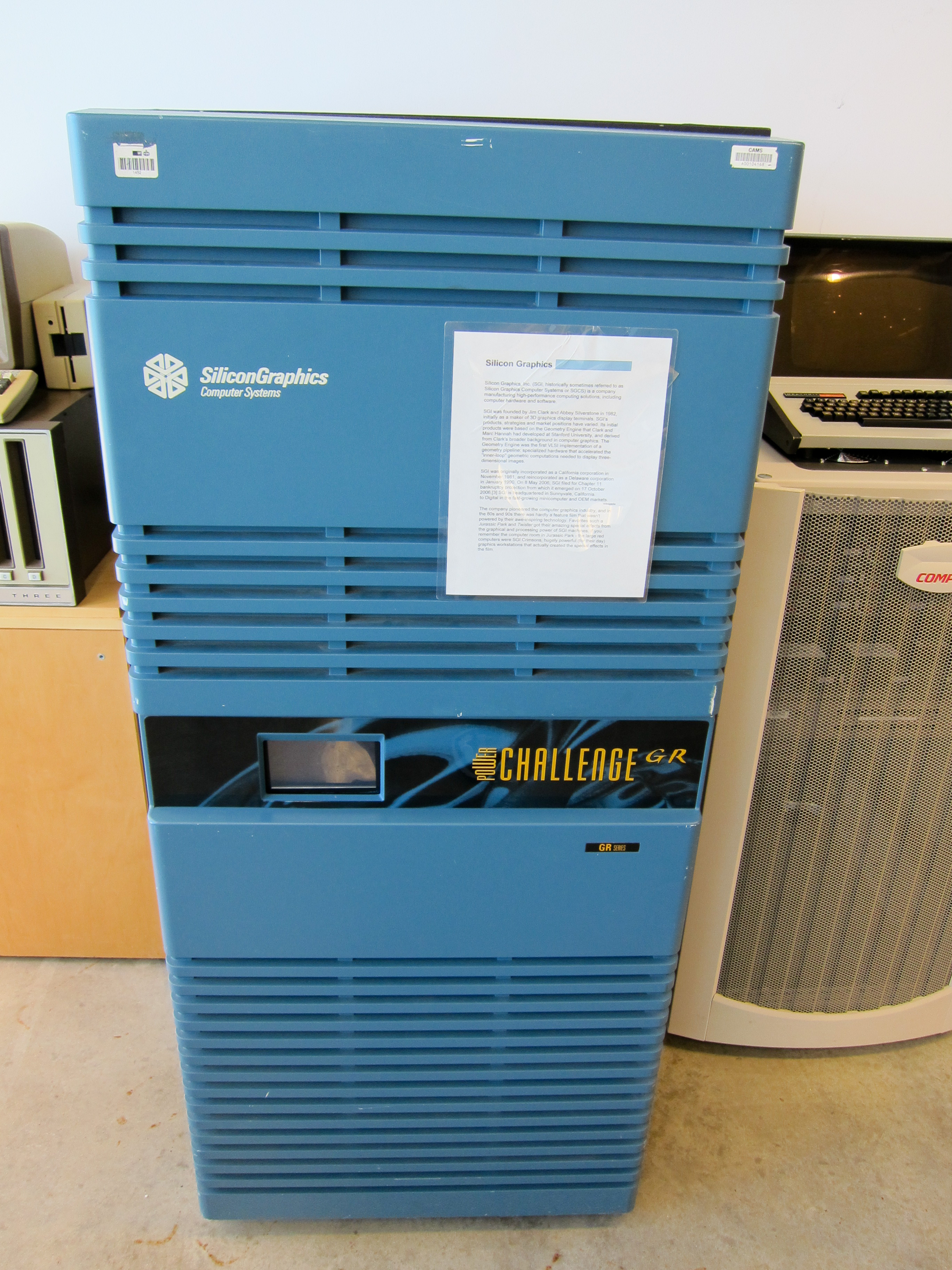
Un superordinateur Power Challenge, de la gamme Challenge, similaire à ceux utilisés par Rare pour développer Diddy's Kong Quest.

Le jeu reprend la même technique d'affichage Silicon Graphics, utilisée dans le premier jeu. Celle-ci, appelée Advanced Computer Modelling (ACM), permet d'afficher des images pré-rendues d'objets en trois dimensions et de les transformer en sprites en deux dimensions ou en tant qu'objets d'arrière-plan,.
Les graphismes sont réalisés grâce au logiciel PowerAnimator. La technique consiste à créer des graphismes de très haute qualité sur un matériel performant et à les intégrer dans un deuxième temps, en les affichant dans un système plus modeste. Divers tracés sont effectués sur palette graphique afin de réaliser un squelette 3D en fil de fer. PowerAnimator calcule les formes et les volumes de l'objet. L'étape suivante consiste à recouvrir de manière uniforme les surfaces, puis la dernière étape demande de rajouter des textures et si besoin des éclairages. C'est une technique qui permet de gagner énormément de temps, car auparavant, une certaine maîtrise artistique était nécessaire pour dessiner les personnages et les éléments dans tous les angles ou positions nécessaires, et ce, avec les bons éclairages. Chaque élément des graphismes existe en tant que modèle 3D, puis est intégré, de façon limitée au niveau des actions pour les personnages, dans le développement final pour créer un jeu en deux dimensions. Les développeurs de Rare travaillent sur le matériel de pointe de Silicon Graphics, des stations de travail Challenge, dont une, aussi imposante que quatre gros réfrigérateurs américains, qui sert de supercalculateur,. À l'époque, une nouvelle méthode de compression des données développée par Rare permet, sur chaque sprite, pour une empreinte mémoire donnée, d'incorporer plus de détails et d'animations que cela n'avait jamais été possible pour un jeu vidéo Super Nintendo. Cette technique permet de mieux capturer les graphismes pré-rendus. Nintendo comme Rare nomment cette technique de création de graphismes de jeu vidéo ACM, pour Advanced Computer Modelling,,,.
Gunn rapporte qu'au début du développement, l'équipe a des craintes, car l'entreprise DMA Design produit un jeu avec la technique de graphismes pré-rendus, dans le jeu Unirally. Mais dès la sortie de ce jeu à la fin de l'année 1994, les membres de Rare sont rassurés de constater que ce dernier n'arrive pas au niveau technique de leurs créations. Gunn précise que si le jeu intègre bien une partie de graphismes pré-rendus, les Donkey Kong Country sont entièrement sous cette forme. Mais l'équipe pense que la concurrence va les imiter et décide de réaliser de nombreuses innovations, comme de nouveaux décors, de nouveaux animaux amis et ennemis. Gunn rappelle : « on disait souvent chez Rare, vous n'êtes bons que jusqu'au prochain jeu. » Les premières réunions abordent l'univers à développer et les possibilités d'optimisation de ce qui a été produit pour le premier jeu.

### Level design
En premier lieu et comme pour le premier jeu de la série, l'équipe se réunit afin de décider des thèmes et des environnements des différents mondes. Elle estime avoir fait le tour des thématiques utilisées dans le premier jeu, notamment la jungle, les grottes, la mine et la forêt, si bien qu'elle décide de réaliser des niveaux aux thèmes inédits, notamment les niveaux de la ruche ou des ronces. Si le thème du premier opus, la jungle, découle assez logiquement de la nature simiesque de Donkey Kong, l'équipe veut quelque chose d'un peu différent pour ce second épisode. Gregg Mayles est passionné depuis très longtemps par l'univers de la piraterie, qu'il qualifie de « fascinant ». Certains niveaux sont donc très imprégnés de ce thème, mais pas seulement ; la trame narrative générale est aussi basée sur la piraterie. Mayle assume que l'équipe entière aime les pirates, si bien que le choix s'en est trouvé facilité. Le scénario est finalement une réinterprétation de celui du jeu Donkey Kong Jr. qui voit le fils de Donkey Kong tenter de délivrer son père des mains de Mario.
Lorsque l'équipe a fini d'imaginer les lieux et les niveaux, elle décide de les remplir de la même manière en s'inspirant du thème. Comme lors du premier opus, l'équipe dessine des croquis sur papier, des feuilles de format A4, et pour les niveaux, elle utilise des Post-it qu'elle peut coller au mur les uns à côté des autres. Chaque portion de niveau peut ainsi être déplacée si besoin, ou même être changée de niveau,. Certaines idées sur ces Post-it sont issues du processus du développement de Donkey Kong Country ; mais toutes les autres sont inédites et créées directement pour Diddy's Kong Quest. Il n'y a donc aucun niveau déjà créé auparavant et repris tel quel.
L'équipe cherche à conserver la vitesse du gameplay instauré dans le premier opus et la possibilité de terminer le niveau en une seule fois si le joueur est dans le bon timing. Mais elle estime que rajouter de la vitesse à la vitesse n'aurait finalement conduit qu'à reproduire le même jeu. Gregg Mayles tient donc à faire évoluer le gameplay en le rendant moins linéaire et choisit de l'orienter vers un aspect exploration, tout en respectant les basiques de fluidité et de rapidité. Selon Retro Gamer, la focalisation du gameplay sur l'exploration plutôt que sur la possibilité de terminer un niveau en une seule fois est peut-être une résultante du temps de développement court du jeu. En effet, cet aspect sur lequel repose le premier opus, demande beaucoup de travail et d'ajustages du level design et de l'équilibrage du jeu, et l'évolution du gameplay peut donc découler de la volonté de limiter ce processus dans le temps. Les jetons DK sont le résultat de ce nouvel axe centré sur l'exploration. Le jeu comporte en conséquence de nombreuses salles bonus optionnelles, mais qui la plupart du temps ne peuvent être découvertes que si le joueur se tient au courant des différents conseils distillés dans le jeu. L'équipe essaye de cacher intelligemment ces jetons à des endroits que les joueurs peuvent imaginer, plutôt que de le mettre simplement dans les murs où sont régulièrement dissimulés des passages secrets dans le premier opus.
Le niveau secret à débloquer « Monde perdu » naît de la volonté d'avoir un peu plus d'intrigue et d'essayer d'allonger la durée de jeu. Ainsi, les pièces Krem peuvent être obtenues dans tous les niveaux bonus parmi de nombreux autres items : des niveaux bonus ne sont pas créés spécifiques. En réponse à la demande des joueurs qui apprécient cet aspect, le jeu comporte de très nombreux items à ramasser comme les pièces bananes ou divers ballons donnant des vies. Le jeu comporte donc beaucoup plus d'objets à collecter que son prédécesseur.

### Conception des personnages

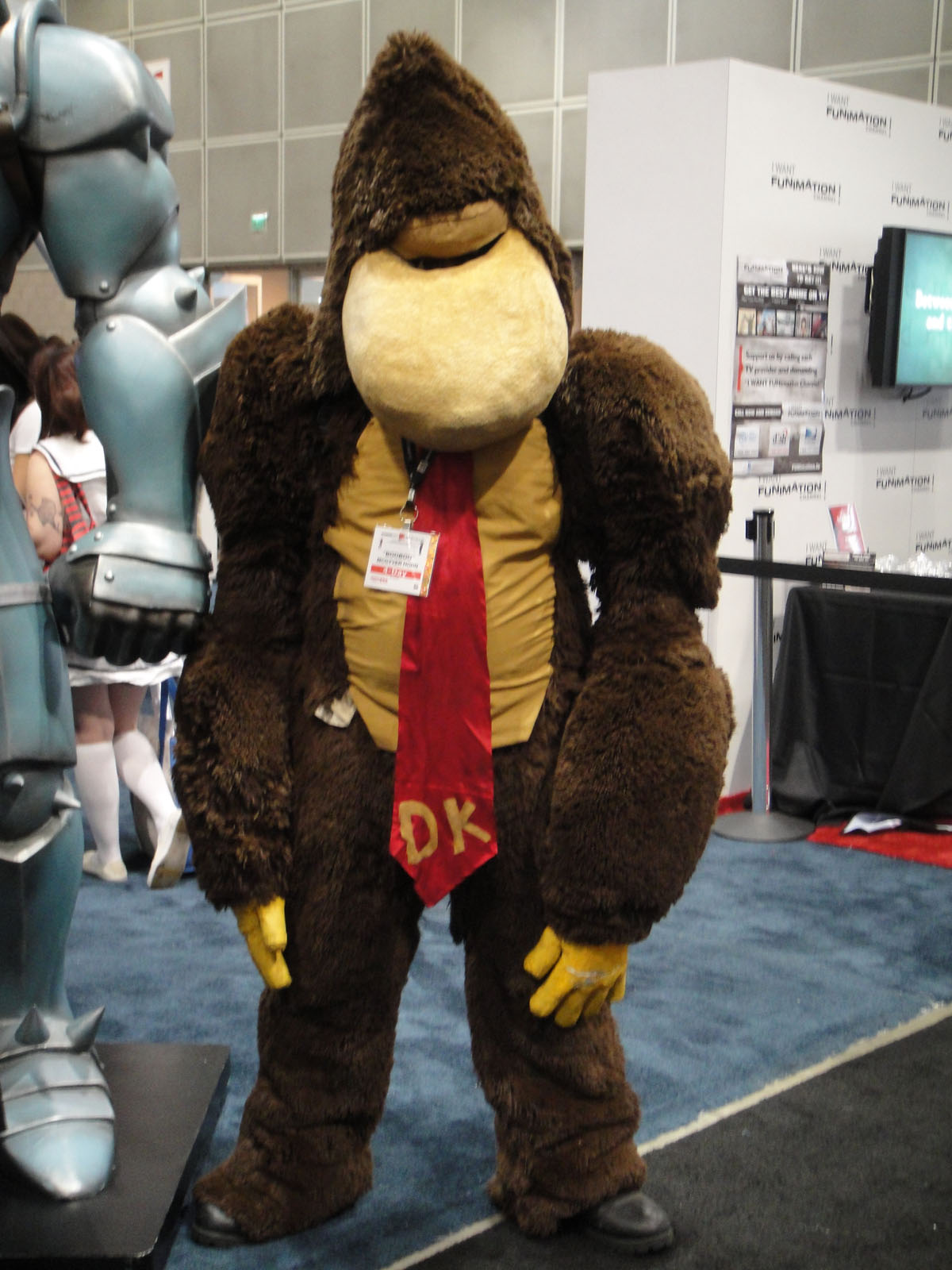
Afin d'apporter des changements, Donkey Kong est mis en retrait, au profit de Diddy, qui devient le personnage principal (ici, un cosplay de Donkey Kong).

Dans le but de surprendre les joueurs, l'équipe décide de mettre Donkey Kong en retrait, au profit de Diddy qui devient le personnage principal. Elle hésite entre retirer Diddy ou Donkey, mais c'est finalement ce dernier qui fait les frais de la création d'un nouveau personnage. Mayles précise qu'ils ont osé se passer du personnage emblématique de la série, probablement car l'équipe est jeune, lui-même ayant 23 ans durant le développement, et n'a pas peur de prendre des risques. L'équipe reprend le système du duo pour conserver le principe du faire-valoir et crée la compagne de Diddy, Dixie Kong. Donkey Kong et Diddy Kong ont un gameplay similaire. Cependant, l'équipe décide donc avec Dixie, de créer deux personnages aux capacités très différentes afin de forcer le joueur à en changer régulièrement. Pour l'équipe, les sensations aux commandes de chaque personnage doivent être différentes, l'équipe invente donc pour Dixie la capacité de planer et de redescendre progressivement. Ce personnage fait l'objet d'une réflexion conséquente. Il est créé par Steeve Mayles qui travaille à l'animation et à la modélisation en 3D. Son frère Gregg précise que le choix d'introduire un personnage féminin est décidé avant la création de la queue-de-cheval, et ce mécanisme de jeu n'a donc pas influencé cette décision. Il ajoute que ce choix n'a pas non plus pour objectif d'introduire à tout prix une représentation féminine dans les personnages joueurs ou le jeu. Il précise que cela n'a donc pas été fait pour répondre à l'attente des joueuses potentielles. Au départ, la queue-de-cheval est créée pour donner un effet visuel derrière le personnage lorsqu'il court. Gregg Mayles dévoile ainsi qu'en voyant cette coiffure, il se dit : « oh, on peut faire quelque chose avec ça ». Le concept de la redescente à l'aide de la queue-de-cheval lui permettant d'agir comme un hélicoptère est ainsi créé. Mayles qualifie cette création d'« heureuse coïncidence ». Comme le processus de modélisation prend beaucoup de temps, l'équipe choisit de partir du personnage de Diddy, lui ajoute la queue-de-cheval et change ses habits, puis la rend progressivement plus féminine. Près de cinquante prénoms sont envisagés pour Dixie, comme Didene, Dee, Daisy, Dandi, Dolly, Dizzie, Danni, Dippy ou Ducky, etc. Mais l'équipe opte pour Diddiane, avant de finalement se décider pour Dixie. Celle-ci arbore un béret en tant que couvre-chef. À l'instar du premier opus, Shigeru Miyamoto participe à la création des personnages, comme quelques développeurs de Nintendo, et font quelques suggestions. Miyamoto propose ainsi différents motifs destinés à décorer le béret, notamment une banane, un cœur ou un logo, etc. Rare retient cette dernière idée, et affiche un petit logo de l'entreprise Rare sur la droite. De plus, Miyamoto propose un logo inspiré de celui du groupe musical ABBA, dont l'un des B est présenté retourné. Rare reprend l'idée et intègre un D à l'envers sur le logo de la casquette de Diddy et un autre dans le bon sens sur celui de Dixie. Le personnage féminin de Dixie est créé aussi au détriment de Candy Kong, la fiancée de Donkey, qui est retirée du casting car Nintendo la juge trop sexy.
Pour Gregg Mayles, la transformation de Diddy et Dixie en animaux amis qu'ils chevauchaient dans le premier opus est une évolution logique. Ce choix de conception est provoqué pour plusieurs raisons. Par cet effet, il ne veut pas que les personnages joueurs sur la monture ne gênent de par leur taille. De plus, pour le perroquet par exemple qui est un personnage très agile, l'ajout des deux singes aurait réduit sensiblement sa maniabilité.
De nouveaux antagonistes sont également créés. Lors du processus de développement du premier jeu, l'équipe passe de nombreuses heures à mettre au point la technologie utilisée, ainsi que les arrières-plans. Cependant, durant le développement de Diddy's Konq Quest, elle n'a plus tout cet aspect à créer et bénéficie donc de plus de temps, ce qui lui permet de mieux travailler le gameplay des niveaux, mais surtout des boss. Dans le premier épisode, ces derniers sont sensiblement tous les mêmes, avec un gameplay similaire, alors que les mécanismes pour les vaincre sont plus complexes dans Diddy's Kong Quest. Ce gain de temps permet ainsi à l'équipe de mieux penser les mécanismes durant ces combats.

## Bande-son
La bande-son de Donkey Kong Country 2: Diddy's Kong Quest est composée par David Wise. La bande originale est commercialisée en 1995 aux États-Unis sous le titre The Original Donkey Kong Country 2 Soundtrack. Au Japon, elle est publiée en 1996 sous le titre Super Donkey Kong 2 Dixie & Diddy Original Sound Version. Les compositions restent similaires à celles du premier opus. La bande-son est « farfelue » et fait un usage libre des percussions et de genres éclectiques allant de la formation orchestrale jusqu'au disco, en passant par le hip-hop,. Elle combine les mélodies et les rythmes entraînants et sensations comiques, mais aussi mélancoliques,. Certains thèmes semblent parfois imprégnés de la musique de Vangelis et d'autres rappellent l'approche musicale des compositions de Phil Collins. David Wise cite le travail de Koji Kondo sur Mario et les jeux Zelda comme influence pour la création des musiques de Donkey Kong Country. Il cite également les musiques de Geoff et Tim Follin dans le jeu Plok, ainsi que les bandes originales de films des années 1980 composées sur synthétiseur. Comme pour le précédent jeu, Wise produit des musiques pour la puce de la Super Nintendo SPC700 avec l'idée de les faire ressembler aux sonorités du synthétiseur Korg Wavestation.

## Commercialisation
Donkey Kong Country 2: Diddy's Kong Quest sort en Amérique du Nord le 20 novembre 1995, le 21 novembre au Japon sous le titre スーパードンキーコング 2 (Super Donkey Kong 2) et en Europe à partir du 14 décembre 1995.

Logo de la version Super Nintendo japonaise.

Une adaptation sur Game Boy Advance est annoncée mi-décembre 2003 pour le second trimestre de l'année 2004,,. Elle est éditée sous le titre Donkey Kong Country 2 le 25 juin 2004 en Europe, le 1er juillet 2004 au Japon sous le titre スーパードンキーコング 2ディクシー＆ディディー (Super Donkey Kong 2: Dixie & Diddy),, et le 15 novembre 2004 en Amérique du Nord.
Donkey Kong Country 2: Diddy's Kong Quest est réédité sur la console virtuelle de la Wii en Europe le 18 mai 2007, en Amérique du Nord le 21 mai 2007, et au Japon le 23 octobre 2007. En novembre 2012, la trilogie Donkey Kong Country est supprimée sur la totalité de la console virtuelle de la Wii,. Le jeu est réédité sur la console virtuelle de la Wii U en Europe le 23 octobre 2014, au Japon le 26 novembre 2014, et en Amérique du Nord le 26 février 2015,. Le jeu est réédité sur la console virtuelle de la New Nintendo 3DS en Europe le 24 mars 2016, au Japon le 6 avril 2016, et en Amérique du Nord le 14 avril 2016. Ces versions profitent des fonctionnalités apportées par les plates-formes, comme la pause ou la possibilité de quitter le jeu, puis de le reprendre.

## Spécificités de la versionGame Boy Advance
Donkey Kong Country 2 reprend la quasi-totalité du contenu de son modèle. Mais comme l'adaptation du premier opus sur la même console, il propose des visuels en deçà de l'original en raison des limitations techniques de la plate-forme,,. Les graphismes sont adaptés à la luminosité de l'écran de la portable,. En raison de la différence de résolution, l'affichage de l'écran a été recadré, les arrière-plans et les personnages sont légèrement simplifiés. Le jeu comporte 52 niveaux regroupés en 8 mondes,. Cette adaptation intègre de nombreuses nouveautés et de nouveaux bonus. La difficulté de jeu a été augmentée par rapport à l'adaptation du premier opus sur cette même portable, à l'instar de l'ajustement également effectué sur Diddy's Kong Quest. Un nouveau mode de jeu, « Diddy Dash », permet de terminer les niveaux dans un contre-la-montre. Cette version comporte également plusieurs mini-jeux en multijoueur qui offrent la possibilité d'accumuler des bonus grâce à l'usage du câble link permettant de brancher plusieurs consoles entre elles : le jeu « Expresso Racing » permet au joueur de chevaucher les autruches durant une course vue de profil jouable à quatre, « Funky's Flights II » permet au joueur de piloter un gyrocoptère et d'envoyer des missiles sur les adversaires, et finalement, « Bug Catcher » propose au joueur de capturer des insectes nuisibles autour de la hutte,. Un nouveau système de sauvegarde permet de mémoriser l'avancement de la partie dans n'importe quel niveau. Wrinkly Kong offre un nouveau service qui permet de visualiser un album photos, notamment des ennemis. Chaque album complété permet au joueur de gagner des items tels que des vies ou des pièces. Le joueur peut également récolter des plumes en or. Certains mini-jeux sont accessibles directement dans le menu du jeu.
C'est Rare qui réalise l'adaptation sur Game Boy Advance, précisant avoir gardé des « canaux ouverts » avec Nintendo, malgré le rachat de l'entreprise par Microsoft. Certaines des palettes des niveaux d'origine étaient si sombres qu'elles étaient injouables. L'équipe a donc réussi à les modifier et les adapter à la plate-forme. Selon Retro Gamer, Rare inclut les mini-jeux afin de compenser les concessions réalisées sur les visuels.

## Accueil

### Critiques de la version originale
Donkey Kong Country 2: Diddy's Kong Quest reçoit un accueil unanime lors de sa sortie de la part de la presse spécialisée grâce à des éloges concernant ses graphismes améliorés, son gameplay plus complexe, sa difficulté de jeu relevée et ses musiques. Le jeu totalise une moyenne de notes de 89,81 % sur GameRankings sur la base de 12 critiques.
Consoles + constate que le jeu bénéficie d'une plus grande profondeur de gameplay, que la maniabilité est très bonne et que le niveau de difficulté a été « considérablement » remonté. Le magazine regrette cependant le système de sauvegarde. Super Power n'apprécie particulièrement pas que le jeu ne sauvegarde pas le nombre de vies accumulées durant une partie. Player One juge la maniabilité « excellente ». Joypad considère le jeu plus difficile mais surtout plus varié, avec de nombreux passages secrets. Le magazine estime la durée de vie du jeu importante pour compléter la totalité des défis. Selon Computer and Video Games, le jeu propose bien plus que sauter sur les ennemis et ramasser des bananes, notamment grâce à la collecte de nombreux items. Electronic Gaming Monthly apprécie l'allongement de la durée de vie du jeu dû à un gameplay plus complexe et une très grande quantité de secrets ainsi qu'à l'interaction entre les deux personnages. En l'occurrence, Game Players note que le jeu est plus construit sur l'usage conjoint des capacités des deux personnages que l'original, et le choix du bon protagoniste face à chaque situation devient essentiel. Pour Super Play, l'intérêt du jeu réside dans la grande différence de gameplay entre ces deux personnages. Le magazine note également une plus grande variété de jeu et des mécanismes de jeux inventifs. GamePro note cependant quelques niveaux à la difficulté élevée qui peuvent être compliqués pour les plus jeunes joueurs. Nintendo Power relève la plus grande complexité des boss que dans le premier opus. Super Play note que les animations sont si fluides qu'il est parfois complexe de bien distinguer à quel moment l'attaque du personnage joueur est effective.
Bien qu'ils ne jouissent plus de l'effet de surprise du précédent épisode, la qualité des graphismes est unanimement relevée,. GamePro les qualifie de « superbes et propres », précisant que le jeu est sur cartouche sur un système 16 bits. Le magazine relève également de beaux arrière-plans. Consoles + juge les animations « impressionnantes » et sans ralentissements, et qualifie les couleurs de « superbes ». Joypad note également la qualité des couleurs et des transparences. Player One qualifie les graphismes et les effets comme la pluie, le brouillard, le vent, les lumières, de « sublimes ». Super Power relève la « variété des décors » et la « beauté » des visuels. Computer and Video Games note des améliorations graphiques notamment au niveau des lumières et des animations fluides des personnages. Selon Super Play, les joueurs pourraient être lassés de voir les graphismes particuliers de la franchise Donkey Kong Country, mais il n'en est rien notamment grâce à ces effets de lumière. Le magazine note cependant quelques arrière-plans étranges, donnant l'impression que « le jeu n'est pas terminé ».
Computer and Video Games qualifie les musiques de « magiques » et correspondant bien à l'ambiance de chaque niveau. GamePro juge la musique énergique dans certains niveaux, mais note qu'elle sait être plus calme dans des moments plus dramatiques. Le magazine apprécie également les bruitages. Selon Consoles + les différents bruitages, comme les cris des animaux, offrent « une ambiance très bien rendue ». Super Power qualifie la bande-son d'« envoutante ».
GamePro qualifie Diddy's Kong Quest de « facilement le meilleur jeu de l'année sur Super Nintendo ». Super Play précise que le jeu n'est pas un simple copié-collé du premier épisode. Le magazine estime qu'il est plus gros, mieux et plus fun que le premier opus. Player One le juge beau, drôle et innovant et estime qu'il gomme les défauts de son prédécesseur. Joypad estime qu'il le surpasse assez « largement ». Pour Consoles +, le jeu égale Yoshi's Island. Super Power juge tout de même ce dernier plus original. Selon GameFan, ce jeu sur système 16 bits est meilleur que tous les jeux de plates-formes existant à cette époque (1995), sur 32 ou 64 bits. Super Play est l'un des seuls médias à critiquer négativement le jeu. Le magazine estime toutefois que Rare a su écouter les critiques et l'apprécie globalement grâce à un peu plus de profondeur de gameplay.

### Critiques de la versionGame Boy Advance
Donkey Kong Country 2 sur Game Boy Advance est globalement bien accueilli par la presse spécialisée lors de sa sortie en 2004. Le portage fidèle, augmenté de mini-jeux, est apprécié, tout comme les visuels qui restent de bonne qualité malgré les concessions effectuées, inhérentes aux capacités techniques de la plate-forme. Cette version est également parfois évoquée comme l'un des meilleurs jeux du genre sur la plate-forme ou parmi les meilleures conversions de jeux Super Nintendo sur Game Boy Advance. Le jeu totalise une moyenne de notes de 81,14 % sur GameRankings sur la base de 21 critiques et de 80 % sur Metacritic sur la base de 22 critiques.
Gamekult juge le gameplay toujours agréable (en 2004), et estime que le jeu a « plutôt bien vieilli » malgré la rareté des nouveautés. Selon GameSpot, les mini-jeux offrent des pauses fréquentes dans le gameplay classique de la franchise. Le site relève cependant une très forte augmentation de la difficulté de jeu, « qui peut s'avérer frustrante pour certains joueurs plus jeunes ou moins expérimentés ». NGC Magazine relève également certaines parties « terriblement difficiles ». Eurogamer considère qu'il rectifie certains problèmes de son prédécesseur mais pas de la franchise, comme parfois des morts instantanées ou des problèmes de détection de collision causés par l'usage de la technique de graphismes pré-rendus. Le site estime que la complémentarité du gameplay des deux personnages offre une dynamique plus intéressante. En outre, il apprécie les nouveaux petits mécanismes de gameplay introduits comme les ballons flottants ou les nouveaux animaux amis. Le site apprécie les nouveaux mini-jeux et les qualifie diversement d'« amusant » ou de « bonne valeur ajoutée ». Selon Official Nintendo Magazine, une partie des faiblesses du premier opus ont été corrigées, par exemple grâce à l'introduction de Dixie, un personnage avec un gameplay plus rapide que Donkey Kong. GameSpy apprécie la configuration des contrôles. Jeuxvideo.com note la variété des niveaux et du gameplay. Le site estime que le jeu a une longue durée de vie grâce aux nombreux secrets, aux objets à collecter et aux stages bonus (en). IGN considère que le gameplay, très tourné vers la collecte d'objets, permet d'obtenir de nombreuses vies supplémentaires et « tue en quelques sorte » l'intérêt général du jeu. Pour ce site, les mini-jeux ne sont pas d'extraordinaires créations mais prouvent que Rare n'a pu se contenter d'un simple portage stricto sensu.
GameSpot juge les graphismes « superbes ». Le site estime que le défilement parallaxe donne un réel aspect de profondeur aux arrière-plans, ceux-ci étant renforcés par les effets de pluie, de neige et de vent remuant les feuilles des arbres. Il relève aussi la fluidité des animations des personnages. De plus, le site rajoute que moins d'effets ont été supprimés que dans la précédente adaptation, si bien que le jeu ressemble beaucoup plus à son modèle. Selon IGN, les visuels tiennent toujours la route dix ans après la sortie originale, malgré les concessions réalisées lors du portage et la perte d'une partie de leur éclat. C'est également un avis que partage NGC Magazine.
GameSpot relève des musiques plus riches que dans l'adaptation du premier opus sur GBA. Le site remarque des effets sonores réalistes, mais estime que le point fort de la partie audio du jeu reste ses musiques.
GameSpot comme GameSpy jugent le jeu bien meilleur que la première adaptation de la franchise sur la plate-forme GBA,. Pour GameSpy, c'est l'un des meilleurs portages Super Nintendo sur la Game Boy Advance. C'est aussi l'avis de Jeuxvideo.com qui estime qu'il « n'a pas pris une ride ». Pour IGN, le jeu est loin d'être un simple portage bien que l'ensemble puisse paraître familier aux joueurs du premier Donkey Kong Country. Le site qualifie cette suite de qualité et son portage sur GBA tout autant. Eurogamer considère que ce n'est pas un mauvais titre, mais ne le fait pas figurer parmi les meilleurs non plus. Selon Gamekult, le jeu reste suffisamment bon pour mériter un éventuel achat.

### Critiques des versions dématérialisées
Les versions dématérialisées de Donkey Kong Country 2: Diddy's Kong Quest sont globalement bien accueillies par la presse spécialisée lors de leurs rééditions durant les années 2000 et 2010.
Concernant la version Wii, GameSpot rappelle que Diddy's Kong Quest est loin d'être une simple suite rajoutant de nouveaux niveaux et s'enthousiasme de tous les apports comme les secrets, les nombreux objets ou l'amélioration des visuels. Le site note cependant que l'usage d'une manette de jeu est nécessaire, à l'image du Classic Controller (pour Wii) ou de la manette GameCube : en effet, la télécommande Wii ne comporte pas assez de boutons. Selon IGN, la difficulté élevée du jeu peut ravir les joueurs hardcores qui jugent souvent les jeux de l'époque (années 2000 et 2010) trop faciles, mais peut aussi dérouter ou décourager les autres. Pour les amateurs de jeux de plates-formes et d'action, Diddy's Kong Quest est une « évidence ». Le site rajoute que les quelques 800 points nécessaires pour acquérir le jeu valent le coup. Nintendo Life partage l'avis d'IGN concernant la difficulté du jeu et la frustration potentielle de certains joueurs, mais rajoute qu'il est « probablement l'un des meilleurs jeux disponibles sur la console virtuelle ». Malgré une bonne note, Eurogamer estime que cette suite n'apporte que peu de nouveautés et s'étonne que Nintendo ait choisi de rééditer ce titre. Le site déconseille l'achat, sauf pour les fans de la franchise.
Nintendo Life teste aussi les versions Wii U et Nintendo 3DS et apprécie également ces rééditions.

### Ventes
Donkey Kong Country 2: Diddy's Kong Quest se vend au total à 5,15 millions d'unités à travers le monde. C'est considérablement moins que son ainé : Donkey Kong Country s'est écoulé à près de 9 millions de copies. Ce déclin peut s'expliquer par la sortie sur le marché de la Saturn et de la PlayStation. De plus, la technologie de graphismes pré-rendus utilisée par Rare n'est plus aussi impressionnante, alors même que la Super Nintendo n'est plus sous les feux de la rampe. Diddy's Kong Quest fait tout de même mieux qu'A Link to the Past qui s'écoule à 4,7 millions d'exemplaires ou Yoshi's Island sorti quelques semaines plus tôt et qui s'arrache à 4,1 millions de copies. Il s'écoule à 4,37 millions en Amérique du Nord et au Japon, soit respectivement 2,21 millions et 2,16 millions d'unités,. C'est le deuxième jeu le plus vendu en 1995 après Yoshi's Island, et il réalise la sixième meilleure vente de jeux sur Super Nintendo,. Aux États-Unis, durant les semaines qui suivent sa sortie, le jeu marche si bien que les détaillants ont du mal à répondre à la demande.
Toujours aux États-Unis, la version Game Boy Advance s'écoule à 630 000 exemplaires et génère 19 millions de dollars de revenus jusqu'en août 2006. Entre janvier 2000 et août 2006, il reste au 41e rang des jeux les plus vendus sur Game Boy Advance, Nintendo DS ou PlayStation Portable.

### Distinctions
Donkey Kong Country 2: Diddy's Kong Quest est désigné meilleur jeu Super Nintendo de l'année 1995 par GamePro, meilleur jeu de l'année 1995 par l'EMA dans son classement Home Entertainment Awards: Video Games et choix de la rédaction par IGN. Toujours en 1995, Nintendo Power lui décerne les titres de meilleur son, meilleurs graphismes et meilleur défi, comme celui de meilleur personnage compagnon pour l'araignée Squitter et le meilleur antagoniste pour Kaptain K. Rool. La même année, Famitsu lui décerne le titre « hall of fame - gold ». enfin, Game Players le désigne meilleur jeu Super Nintendo de l'année 1995 et lui attribue le titre de meilleurs graphismes de l'année sur un système 16 bits. Selon Régis Monterrin, auteur de L'Histoire de Donkey Kong, l'ouvrage dédié à la franchise Donkey Kong en 2017, malgré l'absence de l'effet de surprise, Diddy's Kong Quest reste l'un des meilleurs jeux de la Super Nintendo.
Nintendo Power le place au 33e rang des meilleurs jeux dans son top 100 en 1997. Dans son centième numéro d'août 2001, le magazine Game Informer l'intègre au 65e rang dans son classement des cent meilleurs jeux vidéo de tous les temps. En août 1996, les lecteurs de GamePro le désignent meilleur jeu d'action-aventure de l'ère des console 16 bits. En mars 2018, les lecteurs de Game Informer le place au 123e rang dans un top 300 des meilleurs jeux de tous les temps. En mai 2018, Polygon le place au 6e rang de son top des jeux vidéo Donkey Kong. IGN le place en septembre 2014 dans sa liste des 125 meilleurs jeux vidéo Nintendo de tous les temps. En 2017, ce dernier et Polygon le placent dans leur liste de jeux manquant dans la ludothèque de la Super NES Mini,.
En décembre 2004, IGN désigne Donkey Kong Country 2, l'adaptation Game Boy Advance, deuxième meilleur jeu du mois en cours.

## Postérité

### Série et personnages
À la fin de l'année 1995, l'équipe de développement de Diddy's Kong Quest est dissoute et la plupart des concepteurs sont placés sur Project Dream qui devient par la suite le jeu Banjo-Kazooie. Donkey Kong Country 2: Diddy's Kong Quest connaît tout de même une suite directe un an plus tard, toujours sur Super Nintendo, intitulée Donkey Kong Country 3: Dixie Kong's Double Trouble!, dans laquelle Dixie Kong est le personnage central. L'adaptation de Donkey Kong Country sur la console portable Game Boy donne naissance à sa propre série dérivée composée de trois titres, avec Donkey Kong Land, suivi de Donkey Kong Land 2 et III, respectivement adaptés de Diddy's Kong Quest et Dixie Kong's Double Trouble!.
Diddy et Dixie, qui fait sa première apparition dans cet opus, se retrouvent à nouveau en duo dans le jeu Donkey Kong Country: Tropical Freeze en tant que personnages jouables,. Par la suite, Dixie Kong figure également dans plusieurs jeux dérivés de la saga Donkey Kong, comme Diddy Kong Racing DS, Donkey Kong Jet Race, ou Donkey Konga 2. Elle est également présente dans des jeux de sport de la série Mario, comme Mario Slam Basketball ou Mario Superstar Baseball,. En outre, son intégration dans le roster de Super Smash Bros. Brawl aux côtés de Diddy Kong est envisagée, mais elle est finalement écartée. Elle y apparaît néanmoins sous forme de sticker. Toujours dans la série des jeux Super Smash Bros., Dixie Kong est présente sous forme d'esprits et de costumes Mii dans Super Smash Bros. Ultimate,. Nouveau combattant dans ce jeu, Kaptain K. Rool utilise son tromblon et son chapeau de pirate pour se battre,. En plus de son inclusion au roster de combattants, le thème musical de son combat dans Diddy's Kong Quest, un esprit de Kaptain K. Rool et un costume alternatif qui fait référence à un boss finalement retiré du jeu Super Nintendo, sont inclus dans le jeu,,.
L'un des mini-jeux de WarioWare: D.I.Y. est basé sur Diddy's Kong Quest.
En juin 2004, Nintendo crée une série de 1 000 consoles portables Game Boy Advance SP jaunes et marrons, à l'effigie et aux couleurs de Donkey Kong ; au Japon, la firme propose aux acheteurs de Donkey Konga 2 et Donkey Kong Country 2 de l'obtenir lors d'un tirage au sort.

### Contenu généré par les utilisateurs
La bande-son est remixée par OverClocked ReMix dans son album Serious Monkey Business. La dernière piste, Donkey Kong Rescued, a été remixée par David Wise, accompagné de Grant Kirkhope à la guitare électrique et de Robin Beanland à la trompette,.
En décembre 2017, un fan recrée un niveau sous forme d'une vidéo dotée de visuels en haute définition.

### Ressource primaire
1. 1 2 3 4 5  Rare. Donkey Kong Country 2: Diddy's Kong Quest (Super Nintendo). Nintendo. 1995.
2. ↑  (en) « Super Smash Bros. Brawl: Sticker List », sur Smash Bros Dojo.

### Interviews
1. ↑  (en) « Interview with David Wise », sur Square Enix Music Online, décembre 2010.
2. 1 2  (en) Craig Harris, « Rare Interview », sur IGN, 18 septembre 2003.
3. ↑  (en) Djpretzel, « ReMix: Donkey Kong Country 2: Diddy's Kong Quest "Re-Skewed" », sur OverClocked ReMix, 15 mars 2010.

### Ressources secondaires
1. 1 2 3 4 5 6 7 8 9 10 11 12  « Donkey Kong Country 2 : Diddy's Kong Quest - Jeu Plates-formes », sur Gamekult.
2. 1 2 3 4  (ja) « Famitsu Cross Review: コミニー », Famitsu, no 363,‎ 1er décembre 1995.
3. 1 2  (en) IGN Staff, « Gaming Life in Japan - Page 3 », sur IGN, 7 juillet 2004.
4. 1 2  Trunks, « CV : la fournée hebdomadaire », sur Gamekult, 18 mai 2007.
5. 1 2  (en) Tor Thorsen, « Shippin' Out May 21-25: Pirates of the Caribbean, Halo 2 delayed », sur GameSpot, 18 juillet 2007.
6. 1 2  Puyo, « Blue's Journey sur Console Virtuelle », sur Gamekult, 19 octobre 2007.
7. 1 2  Martial Duchemin, « eShop européen : mise à jour du 23 octobre 2014 », sur GamerGen.com, 20 octobre 2014.
8. 1 2  (en) Jordan Sirani, « Six Donkey Kong Games Arrive on Virtual Console », sur IGN, 26 février 2015.
9. 1 2  Nolib_, « Starfox 64 débarque sur la Console Virtuelle Wii U », sur Gamekult, 21 mars 2016.
10. 1 2  (en) Chris Pereira, « Another Batch of All-Time Great SNES Games Now Out on New 3DS », sur GameSpot, 14 avril 2016.
11. 1 2 3  Régis Monterrin 2018, Faute grammaticale, p. 112-113.
12. 1 2 3 4 5 6 7 8 9 10 11 12 13 14 15 16 17 18 19 20 21 22 23 24 25 26 27 28 29 30 31 32 33 34 35 36 37 38 39 40 41 42 43 44 45 46 47  (en) « The Making of: Donkey Kong Country 2 », Retro Gamer, no 181,‎ mai 2018, p. 64-67.
13. 1 2 3 4 5 6 7 8 9 10 11 12 13 14 15 16 17 18 19 20 21 22 23  « Diddy's Kong Quest », Super Power, no 40,‎ février 1996, p. 66-73.
14. 1 2 3 4 5 6 7  (en) « Donkey Kong Country 2: Diddy's Kong Quest », Computer and Video Games, no 169,‎ décembre 1995, p. 76-77.
15. ↑  (pt) « Donkey Kong Country 2: Diddy's Kong-Quest », Super Game Power, vol. 2, no 23,‎ février 1996, p. 58-63.
16. 1 2 3 4 5 6 7 8  (en) « Donkey Kong Country 2: Diddy's Kong Quest », Nintendo Power, no 79,‎ décembre 1995, p. 14-29, 102, 107.
17. 1 2 3 4  « Diddy's Kong Quest », Ultra Player, no 34,‎ mars-avril 1996, p. 22-31.
18. 1 2 3 4 5 6 7  « Donkey Kong Country 2: Diddy's Kong Quest », Joypad, no 50,‎ février 1996, p. 38-43.
19. ↑  (en) « Donkey Kong Country 2: Diddy's Kong-Quest - Part 2 », Super Play, no 46,‎ août 1996, p. 62-67.
20. ↑  (en) « Donkey Kong Country 2: Diddy's Kong-Quest - Part 1 », Super Play, no 44,‎ juin 1996, p. 50-55.
21. 1 2  (en) « Donkey Kong Country 2: Diddy's Kong Quest », Game Players, no 81,‎ février 1996, p. 90-95.
22. 1 2 3  (en) « EGM Strategy Guide - Donkey Kong Country 2: Diddy's Kong Quest », Electronic Gaming Monthly (supplément), no 77,‎ décembre 1995, p. 1-15.
23. 1 2 3 4 5 6 7 8 9 10 11 12 13 14 15 16 17 18 19 20 21 22 23  « Diddy's Kong Quest », Consoles +, no 51,‎ février 1996, p. 82-87.
24. 1 2 3 4 5 6 7 8 9 10 11 12 13 14 15 16 17 18  Régis Monterrin 2018, Après la révélation, la confirmation, p. 104-107.
25. ↑  (en) Aaron.Curtiss, « Valley Weekend : Donkey Sequel Not the King, but a Good Kong :  Nintendo pairs Diddy with a new character, Dixie. But the action's not as exciting as the original. », sur Los Angeles Times, 18 janvier 1996.
26. 1 2 3 4 5 6 7 8 9 10 11 12 13 14 15 16 17  Régis Monterrin 2018, Un très grand jeu, p. 113-115.
27. 1 2 3 4 5 6 7 8 9 10  (en) « Going Ape: The Complete History of Donkey Kong », Retro Gamer, no 83,‎ décembre 2010, p. 28-35.
28. 1 2 3 4 5 6  (en) « Donkey Kong Country 2: Diddy's Kong Quest », Computer and Video Games, no 170,‎ janvier 1996, p. 70-71.
29. 1 2 3 4 5 6  « Donkey Kong Country 2 », Player One, no 61,‎ février 1996, p. 54-62.
30. 1 2 3  (en) « Donkey Kong Country 2: Diddy's Kong Quest », GamePro, no 90,‎ mars 1996, p. 86-92.
31. 1 2 3 4 5 6 7 8  (en) « ProReview: Donkey Kong Country 2: Diddy's Kong-Quest », GamePro, no 77,‎ décembre 1995, p. 94-95.
32. 1 2 3 4 5 6 7 8 9 10 11 12 13 14 15 16 17 18 19 20 21 22 23  (en) Frank Provo, « Donkey Kong Country 2 Review », sur GameSpot, 17 mai 2006.
33. 1 2 3 4 5 6 7 8  (en) Frank Provo, « Donkey Kong Country 2: Diddy's Kong Quest Review », sur GameSpot, 29 mai 2007.
34. 1 2  « Donkey Kong Country 2: Diddy's Kong Quest », Joypad, no 48,‎ décembre 1995, p. 28-29.
35. ↑  (en) « Donkey Kong Country 2: Cranky's Tips », Nintendo Power, no 81,‎ février 1996, p. 54-57.
36. 1 2  (en) Damien McFerran, « Month Of Kong: The Making Of Donkey Kong Country », sur Nintendo Life, 27 février 2014.
37. ↑  (en) The Feature Creature , « Up in the Treehouse », GamePro, no 88,‎ janvier 1996, p. 40-42.
38. ↑  (en) « Donkey Kong Country 2 for the Virtual Boy? », sur Unseen 64, 25 mai 2008.
39. ↑  Régis Monterrin 2018, Champignon géant, p. 108-110.
40. ↑  (en) « The Making of... Donkey Kong », Retro Gamer, no 43,‎ novembre 2007, p. 68-71 (lire en ligne).
41. ↑  (en) « The Making of: Donkey Kong Country », Nintendo Power, no 64,‎ septembre 1994, p. 66-69.
42. ↑  Régis Monterrin, « Donkey Kong Country –  Au cœur de la machine Rare », sur Joypad.fr, 25 novembre 2015.
43. ↑  Pedro et Ino, « Dossier : Le making of : Donkey Kong Country », Player One, no 46,‎ octobre 1994, p. 47-55.
44. ↑  « Donkey Kong Country », Joypad, no 37,‎ décembre 1994, p. 62-66.
45. ↑  (en) « Gorilla Game Design », GamePro, no 65,‎ décembre 1994, p. 54–55.
46. 1 2 3 4 5 6 7 8  Régis Monterrin 2018, Le B.A.-BA d'ABBA, p. 107-108.
47. 1 2 3 4  (en) Alex Van Zelfden, « 10 Great Videogame Albums - Page 2 », sur IGN, 26 septembre 2008.
48. 1 2  (en) « Game Music Super Donkey Kong 2 Dixie & Diddy Original Sound Version : Album Information », sur Square Enix Music Online.
49. ↑  (en) Emily Gera, « Synth, big band jazz and the remaking of Donkey Kong Country's amazing sound », sur Polygon, 5 mars 2014.
50. ↑  Puyo, « Planning des sorties Nintendo », sur Gamekult, 18 décembre 2003.
51. ↑  Rédaction, « Donkey Kong Country 2 annoncé », sur Jeuxvideo.com, 24 décembre 2003.
52. ↑  (en) Craig Harris, « DKC2 in Development », sur IGN, 17 décembre 2003.
53. 1 2  (ja) « Famitsu Cross Review: コミニー », Famitsu, no 812,‎ 25 juin 2004.
54. ↑  Rédaction, « Les Donkey Kong Country disparaissent de la Console Virtuelle (Wii) », sur Jeuxvideo.com, 19 novembre 2012.
55. ↑  Boulapoire, « Console Virtuelle : les Donkey Kong Country s'en vont », sur Gamekult, 19 novembre 2012.
56. ↑  (en) Neal Ronaghan, « This Week in the Nintendo eShop », sur IGN, 26 février 2015.
57. 1 2 3 4  (en) Damien McFerran, « Donkey Kong Country 2: Diddy's Kong Quest Review (SNES) », sur Nintendo Life, 16 mai 2007.
58. ↑  Puyo, « Publicité de Donkey Kong Country 2 », sur Gamekult, 23 juin 2004.
59. ↑  Trunks, « Donkey Kong Country 2 dévoilé », sur Gamekult, 5 mai 2004.
60. 1 2  (en) Craig Harris, « E3 2004: Donkey Kong Country 2 », sur IGN, 11 mai 2004.
61. 1 2 3  (en) Brad Shoemaker, « Donkey Kong Country 2 E3 2004 Preshow Impressions », sur GameSpot, 11 mai 2004.
62. 1 2 3  Puyo, « Des infos sur Donkey Kong Country 2 », sur Gamekult, 19 février 2004.
63. ↑  Puyo, « Donkey Kong Country 2 : images et vidéo », sur Gamekult, 10 juin 2004.
64. 1 2  (en) « Donkey Kong Country 2: Diddy's Kong Quest », Electronic Gaming Monthly, no 77,‎ décembre 1995, p. 40.
65. 1 2 3  (en) « Donkey Kong Country 2: Diddy's Conquest », Game Players, no 59,‎ décembre 1995, p. 106-107.
66. 1 2 3 4 5 6 7  (en) « Donkey Kong Country 2: Diddy's Kong Quest », Super Play, no 40,‎ février 1996, p. 36-39.
67. ↑  (de) « Donkey Kong Country 2: Diddy's Kong Quest », Mega Fun,‎ novembre 1995, p. 39-41.
68. ↑  (en) « Donkey Kong Country 2 », sur GameRankings, décembre 2018.
69. ↑  (en) « Preview: Diddy's Kong Quest », GameFan, vol. 3, no 12,‎ décembre 1995, p. 128-131.
70. 1 2 3  (en) « Donkey Kong Country 2 », NGC Magazine, no 94,‎ juin 2004, p. 70.
71. 1 2  (en) Tom East, « Donkey Kong Country 2 Review », sur Official Nintendo Magazine, 11 janvier 2008.
72. ↑  (en) « Play Mobile: Donkey Kong Country 2 », Play, no 37,‎ janvier 2005, p. 86.
73. 1 2 3 4 5  (en) Tom Bramwell, « Donkey Kong Country 2: Diddy's Kong Quest », sur Eurogamer, 24 juin 2004.
74. 1 2 3  Trunks, « Test - Donkey Kong Country 2 rempile sur GBA », sur Gamekult, 28 juin 2004.
75. 1 2 3 4  (en) Avi Fryman, « Game Boy Advance: Donkey Kong Country 2 », sur GameSpy, 16 novembre 2004.
76. 1 2 3 4 5  (en) Craig Harris, « Donkey Kong Country 2 », sur IGN, 15 novembre 2004.
77. 1 2 3 4  Romendil, « Test Donkey Kong Country 2 sur GBA », sur Jeuxvideo.com, 25 juin 2004.
78. ↑  (en) Skyler Miller, « Donkey Kong Country 2 Review », sur G4TV, 4 janvier 2005.
79. 1 2  (en) « Donkey Kong Country 2: Diddy Kong's Quest », sur Metacritic, décembre 2018.
80. ↑  (en) « Donkey Kong Country 2 », sur GameRankings, décembre 2018.
81. 1 2  (en) Dan Whitehead, « Virtual Console Roundup », sur Eurogamer, 18 mai 2007.
82. 1 2 3 4 5  (en) Mark Birnbaum, « Donkey Kong Country 2 Review », sur IGN, 29 mai 2007.
83. ↑  (en) Alex Olney, « Donkey Kong Country 2: Diddy's Kong Quest Review (Wii U eShop / SNES) », sur Nintendo Life, 30 octobre 2014.
84. ↑  (en) Dave Frear, « Donkey Kong Country 2: Diddy's Kong Quest Review (New 3DS / SNES) », sur Nintendo Life, 7 avril 2016.
85. ↑  (en) « Japan Platinum Game Chart », sur MagicBox.
86. ↑  (en) « US Platinum Videogame Chart », sur MagicBox.
87. 1 2  (en) Chris Antista, « New screens honor the legacy of Donkey Kong Country - but Why? », sur GamesRadar+, 15 octobre 2010.
88. ↑  (en) Hanuman Welch, « The Best Selling Video Game Of Every Year Since 1977: Super Mario World 2: Yoshi's Island », sur Complex, 23 avril 2013.
89. ↑  (en) « ProNews: EA Delays 32-Bit Madden NHL Untill Fall », GamePro, no 90,‎ mars 1996, p. 16.
90. ↑  (en) Joe Keiser, « The Century's Top 50 Handheld Games », sur Next Generation, 2 août 2006.
91. ↑  (en) « Editor's Choice Awards 1995 », GamePro, no 79,‎ février 1996, p. 26.
92. ↑  (en) « Home Entertainment Awards - Video Games », sur Entertainment Merchants Association.
93. ↑  (en) « The Nintendo Power Awards », Nintendo Power, no 84,‎ mai 1996, p. 40-42.
94. ↑  (en) « Game of the Year », Game Players, no 60,‎ holiday 95, p. 17-44.
95. ↑  (en) « Top 100 », Nintendo Power, no 100,‎ septembre 1997.
96. ↑  (en) « Game Informer's Top 100 Games Of All Time (Circa Issue 100) », Game Informer, no 100,‎ août 2001 (lire en ligne).
97. ↑  (en) « 16-Bit All of Fame », GamePro, no 95,‎ août 1996, p. 59.
98. ↑  (en) Kyle Hilliard, « Reader's Choice Top 300 Games Of All Time », sur Game Informer, 19 mars 2018.
99. ↑  (en) Jeremy Parish, « The definitive ranking of Donkey Kong games », sur Polygon, 10 mai 2018.
100. ↑  (en) IGN Nintendo Nostalgia Crew, « The Top 125 Nintendo Games of All Time - Page 5 », sur IGN, 24 septembre 2014.
101. ↑  (en) Marty Sliva, « 9 Great Games Missing from the SNES Classic », sur IGN, 29 septembre 2017.
102. ↑  (en) Christopher Grant, « The 9 games we wish were coming to SNES Classic Edition », sur Polygon, 26 juin 2017.
103. ↑  (en) IGN Staff, « GBA Game of the Month: November 2004 », sur IGN, 30 novembre 2004.
104. ↑  Régis Monterrin 2018, Retour en enfance, p. 117-121.
105. ↑  (en) « Review Crew: Donkey Kong Country 3 », Electronic Gaming Monthly, no 90,‎ février 1997, p. 64.
106. ↑  Olivier, « Donkey Kong Land », Joypad, no 45,‎ septembre 1995, p. 68-69.
107. ↑  (en) Tomas Franzese, « Diddy and Dixie Kong Take Center Stage in New Donkey Kong Country: Tropical Freeze Trailers », sur DualShockers, 1er mai 2018.
108. ↑  Anthony Jammot, « Donkey Kong Tropical Freeze (Switch) : la Donkey family garde la banane », sur La Provence, 20 mai 2018.
109. ↑  « Test : Diddy Kong Racing DS », sur Jeuxvideo.com, 23 avril 2007.
110. ↑  (en) Alex Navarro, « Donkey Kong: Barrel Blast Review », sur GameSpot, 11 octobre 2007.
111. ↑  (en) Ryan Davis, « Donkey Konga 2 Review », sur GameSpot, 6 mai 2005.
112. ↑  (en) Jeff Gerstmann, « Mario Hoops 3 on 3 Review », sur GameSpot, 12 septembre 2006.
113. ↑  Julien Dordain, « Mario Superstar Baseball », sur JeuxActu, 12 avril 2007.
114. ↑  (en) Andrew Norton, « Sakurai Has Wanted Dixie Kong and Geno In Smash Bros Since Brawl », sur ElecSpo, 31 août 2018.
115. ↑  (en) Raj Shrivastava, « Two Ways To Enhance/Level-Up Spirit In Super Smash Bros Ultimate », sur Gamepur, 12 décembre 2018.
116. ↑  (en) « List of all Mii Outfits and Hats in Super Smash Bros. Ultimate », sur Nintendo Soup, 25 novembre 2018.
117. ↑  (en) Allegra Frank, « King K. Rool looks like a hilarious powerhouse in Super Smash Bros. Ultimate », sur Polygon, 21 août 2018.
118. ↑  (en) Jeremy Damen, « King K Rool’s Long Awaited Arrival to Smash Brothers », sur Medium, 28 août 2018.
119. ↑  (en) Wiliam Usher, « What King K. Rool's Creator Thinks Of The Super Smash Bros. Ultimate Version », sur Cinema Blend, 28 août 2018.
120. ↑  (en) Quentyne Kennemer, « Every Spirit you can find in Super Smash Bros Ultimate », sur iMore, 29 novembre 2018.
121. ↑  (en) Steven Chavez, « King K. Rool's color 8 in Super Smash Bros. Ultimate looks a lot like an obscure, unused Donkey Kong Country 2 boss », sur Event Hubs, 16 novembre 2018.
122. ↑  Nintendo 2018, p. 245.
123. ↑  « Une GBA SP Donkey Kong », sur Gamekult, 10 juin 2004.
124. 1 2  (en) Mike Fahey, « Donkey Kong Country 2 Inspires Three Disc Music Remix Album », sur Kotaku, 16 mars 2010.
125. ↑  (en) Ethan Gach, « Fan Shows What Donkey Kong Country 2 In HD Could Look Like », sur Kotaku, 23 décembre 2017.